# ヤニ・ソイニネン
ヤニ・マルクス・ソイニネン（Jani Markus Soininen、1972年11月12日 - ）は、フィンランド、中央スオミ県ユヴァスキュラ出身の元スキージャンプ選手。
ワールドカップには1992年から2001年まで出場し、通算4勝。
自身初めてのオリンピック出場となった1994年リレハンメルオリンピックではノーマルヒル6位、ラージヒル5位といずれも入賞。4年後1998年の長野オリンピックではフィンランドのエースとしてノーマルヒル個人で金、ラージヒル個人で銀の2個のメダルを獲得した。
世界選手権ではいずれも団体で金メダル2個、銀メダル2個を獲得している。

## 主な成績
- スキージャンプ・ワールドカップ
  - 総合は7位が最高（3回、1994/95, 1997/98, 1999/2000）
  - 通算4勝（2位6回、3位8回）
- ジャンプ週間
  - 総合5位が最高（1997/98）
- ホルメンコーレンスキー大会
  - 7位が最高（1998年)